# شهرستان رونگجیانگ
شهرستان رونگجیانگ (به لاتین: Rongjiang County) یک شهرستان‌های جمهوری خلق چین در چین است که در کیاندونگنان واقع شده‌است.
 شهرستان رونگجیانگ ۳٬۳۱۵٫۸ کیلومتر مربع مساحت و ۳۵۱٬۱۴۶ نفر جمعیت دارد.